# حلبة دي لا سارث

المسار

حلبة دي لا سارث (بالفرنسية: Circuit de la Sarthe)‏ هي حلبة سباق تقع في لو مان في مقاطعة مين الفرنسية. مشهورة باحتضانها لسباقات لو مان 24 ساعة. يبلغ طولها 13.6 كيلومتر. استضافت أيضا سباق الجائزة الكبرى للدراجات النارية. يعتبر أندريه لوتيرير صاحب أسرع لفة في تاريخ الحلبة.

## المناخ
يظهر الجدول التالي التغييرات المناخية على مدار السنة لحلبة دي لا سارث:
| البيانات المناخية لـحلبة دي لا سارث                       | البيانات المناخية لـحلبة دي لا سارث | البيانات المناخية لـحلبة دي لا سارث | البيانات المناخية لـحلبة دي لا سارث | البيانات المناخية لـحلبة دي لا سارث | البيانات المناخية لـحلبة دي لا سارث | البيانات المناخية لـحلبة دي لا سارث | البيانات المناخية لـحلبة دي لا سارث | البيانات المناخية لـحلبة دي لا سارث | البيانات المناخية لـحلبة دي لا سارث | البيانات المناخية لـحلبة دي لا سارث | البيانات المناخية لـحلبة دي لا سارث | البيانات المناخية لـحلبة دي لا سارث | البيانات المناخية لـحلبة دي لا سارث |
| الشهر                                                     | يناير                               | فبراير                              | مارس                                | أبريل                               | مايو                                | يونيو                               | يوليو                               | أغسطس                               | سبتمبر                              | أكتوبر                              | نوفمبر                              | ديسمبر                              | المعدل السنوي                       |
| --------------------------------------------------------- | ----------------------------------- | ----------------------------------- | ----------------------------------- | ----------------------------------- | ----------------------------------- | ----------------------------------- | ----------------------------------- | ----------------------------------- | ----------------------------------- | ----------------------------------- | ----------------------------------- | ----------------------------------- | ----------------------------------- |
| الدرجة القصوى °م (°ف)                                     | 17.2 (63.0)                         | 21.0 (69.8)                         | 24.9 (76.8)                         | 30.3 (86.5)                         | 32.4 (90.3)                         | 37.1 (98.8)                         | 40.4 (104.7)                        | 40.5 (104.9)                        | 34.6 (94.3)                         | 30.0 (86.0)                         | 22.2 (72.0)                         | 18.3 (64.9)                         | 40.5 (104.9)                        |
| متوسط درجة الحرارة الكبرى °م (°ف)                         | 7.9 (46.2)                          | 9.1 (48.4)                          | 12.7 (54.9)                         | 15.7 (60.3)                         | 19.5 (67.1)                         | 23.1 (73.6)                         | 25.5 (77.9)                         | 25.4 (77.7)                         | 21.9 (71.4)                         | 17.0 (62.6)                         | 11.4 (52.5)                         | 8.2 (46.8)                          | 16.5 (61.7)                         |
| متوسط درجة الحرارة الصغرى °م (°ف)                         | 2.1 (35.8)                          | 1.8 (35.2)                          | 3.7 (38.7)                          | 5.6 (42.1)                          | 9.4 (48.9)                          | 12.4 (54.3)                         | 14.2 (57.6)                         | 13.8 (56.8)                         | 11.0 (51.8)                         | 8.6 (47.5)                          | 4.7 (40.5)                          | 2.5 (36.5)                          | 7.5 (45.5)                          |
| أدنى درجة حرارة °م (°ف)                                   | −15.2 (4.6)                         | −17.0 (1.4)                         | −11.3 (11.7)                        | −4.9 (23.2)                         | −3.7 (25.3)                         | 1.6 (34.9)                          | 3.9 (39.0)                          | 3.2 (37.8)                          | −0.5 (31.1)                         | −5.4 (22.3)                         | −12.0 (10.4)                        | −21.0 (−5.8)                        | −21.0 (−5.8)                        |
| الهطول مم (إنش)                                           | 67.2 (2.65)                         | 50.9 (2.00)                         | 54.3 (2.14)                         | 53.9 (2.12)                         | 63.0 (2.48)                         | 46.9 (1.85)                         | 56.8 (2.24)                         | 42.7 (1.68)                         | 52.9 (2.08)                         | 66.0 (2.60)                         | 62.7 (2.47)                         | 70.2 (2.76)                         | 687.5 (27.07)                       |
| متوسط أيام هطول الأمطار                                   | 11.2                                | 9.3                                 | 10.2                                | 9.5                                 | 10.0                                | 7.3                                 | 7.6                                 | 6.5                                 | 8.0                                 | 10.7                                | 10.5                                | 11.8                                | 112.6                               |
| متوسط الرطوبة النسبية (%)                                 | 87                                  | 83                                  | 78                                  | 74                                  | 75                                  | 73                                  | 72                                  | 74                                  | 79                                  | 86                                  | 88                                  | 88                                  | 79.8                                |
| ساعات سطوع الشمس الشهرية                                  | 66.2                                | 89.7                                | 134.3                               | 170.9                               | 199.7                               | 224.1                               | 227.4                               | 224.9                               | 181.0                               | 118.8                               | 70.9                                | 63.9                                | 1٬771٫8                             |
| المصدر #1: Meteo France                                   |                                     |                                     |                                     |                                     |                                     |                                     |                                     |                                     |                                     |                                     |                                     |                                     |                                     |
| المصدر #2: Infoclimat.fr (humidity, snowy days 1961–1990) |                                     |                                     |                                     |                                     |                                     |                                     |                                     |                                     |                                     |                                     |                                     |                                     |                                     |